# کارگوجت
کارگوجت (به انگلیسی: Cargojet) یک شرکت هواپیمایی با کد یاتا W8 است که در ۲۰۰۲ میلادی تأسیس شده‌است. دفتر مرکزی کارگوجت در میسیساگا، انتاریو، کانادا واقع شده‌است و قطب این شرکت هواپیمایی در فرودگاه بین‌المللی جان سی. منرو همیلتن قرار دارد و به ۱۶ مقصد، پرواز انجام می‌دهد.